# Carsten Bo Eriksen
Carsten Bo Eriksen (født 2. oktober 1973 i København) alias MBD73, som er en forkortelse for Mit Smukke Forfald 1973, er en dansk komponist og billedkunstner.

## Biografi
Han blev uddannet som komponist på Det Kongelige Danske Musikkonservatorium (1997-2003), elev af Ib Nørholm, Ivar Frounberg og Hans Abrahamsen. Som maler er han autodidakt. Desuden har han studeret på Berklee College of Music, Massachusetts, USA, og har studeret den Balinesiske gamelan-musik i Ubud, Bali, Indonesien, hos musikeren Pak Tama. I 2004 blev han tildelt Statens Kunstfonds tre-årige arbejdslegat.

## Musik
Carsten Bo Eriksen finder sin inspiration i den europæiske og amerikanske minimalisme, samt electronica, alternativ-klassisk eller indie-klassisk/post-klassisk og post-rockmusik. Han er en af de få komponister i Danmark med stærke rødder i minimalismen.

## Diskografi

### Rock
- Skin, Melonheads Sony music / Tame music (2002)

### Klassisk
- Nordlys, DaCapo Records / Naxos (2002)